# Evil never dies
|  | Denne artikel er oprettet af botten Steenthbot ud fra en ekstern database. Den kan derfor have sproglige fejl eller mangler. Denne skabelon kan fjernes efter kontrol af indholdet. |

Evil never dies er en dansk kortfilm fra 2010 instrueret af Troels B. Mikkelsen.

## Handling
Hitler døde ikke i bunkeren, men en gammel mand et hemmeligt sted på jorden. Hovedpersonen er en journalist som skal forsøge at afdække sandheden, hun bliver dog forhindret i dette med alle midler af Hitlers protegé – en farlig kvinde ved navn Shewolf. Journalisten er fanget i et kapløb med tiden. Hun skal offentliggøre billederne af en gammel Hitler. Hitlers nynazistiske undergrunds tilhængere, er dog efter dem og tvinger dem op i en krog, hvor hun sammen med sin våbenglade kollega, bliver nødt til at skyde sig ud af problemer. De ender dog med at dø og bevismaterialet brændt.. tror man – ét billede bliver overset og ender i en piges besiddelse.